# Eyalato

Eyalatos en 1609.

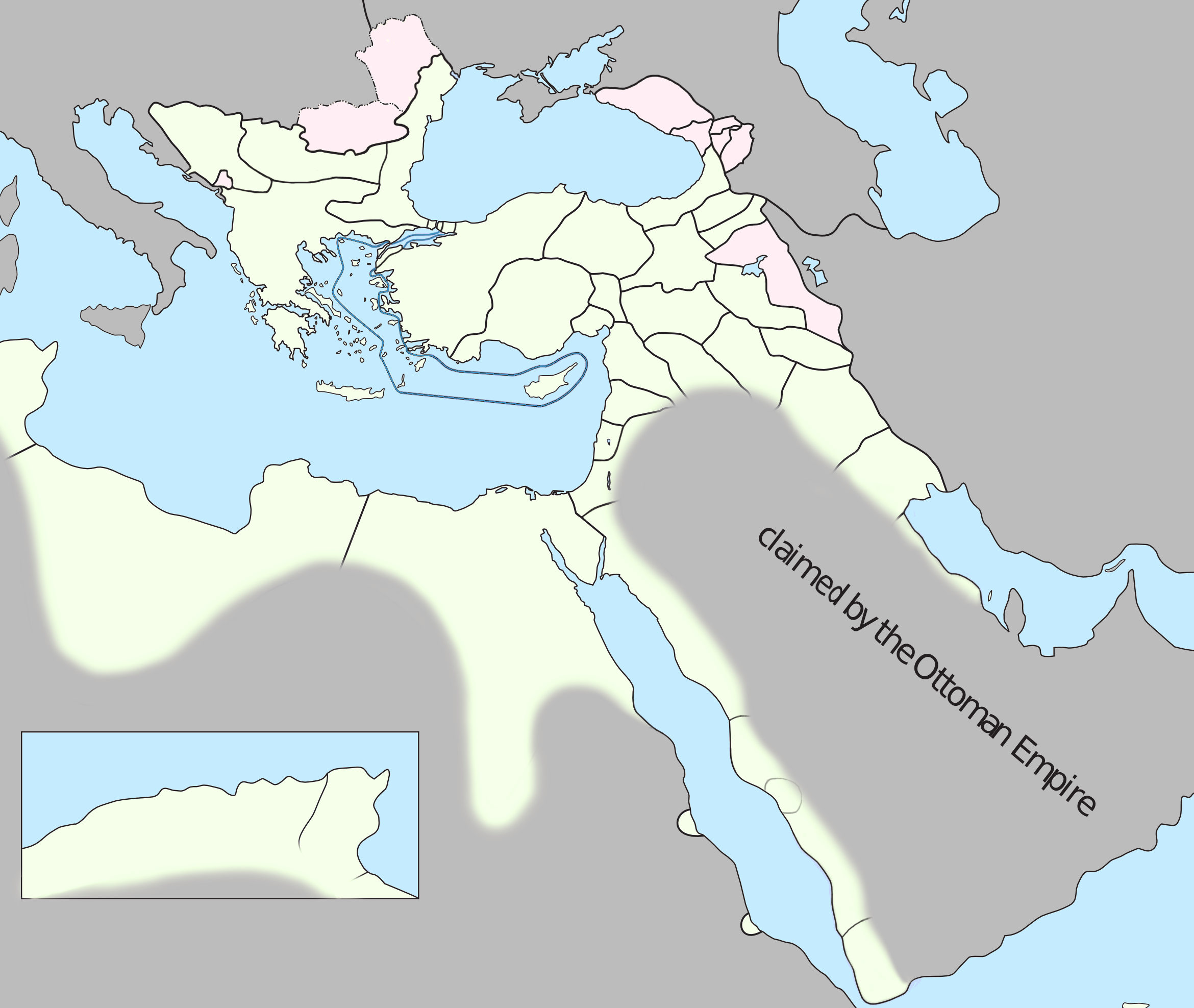
Eyalatos en 1795.

Un eyalato (del árabe iyala(t), en turco otomano eyâlet, pronunciado [ejaːˈlet], a veces transcrito como eyalet) era una antigua división administrativa primaria del Imperio otomano. El término a veces es traducido como provincia o gobernación. Dependiendo de la categoría del gobernador, fueron también conocidos a veces como bajalatos (regidos por un bajá), beylerbeylicatos (regidos por un bey o un beylerbey) y kapudanlicados (regidos por un capitán bajá).
Desde 1453 hasta principios del siglo XIX, los gobiernos otomanos locales se estructuraban libremente. En un principio el imperio estaba dividido en provincias llamadas eyalatos, regidos por un bajá de tres colas. El Gran Visir era el responsable de nombrar todos los altos funcionarios del Estado, tanto en la capital como en provincias. Entre 1861 y 1866, estos eyalatos fueron abolidos, y el territorio fue dividido para su administración en vilayatos.
Los eyalatos estaban subdivididos en distritos llamados livas o sanjacados, cada uno de los cuales estaba a cargo de un bajá de una cola, con el título de Mira-lira, o Sanjak-bey. Estos distritos fueron llamados por lo general bajalatos por los europeos. El bajá era investido con poderes de gobierno absoluto dentro de su distrito, teniendo a su cargo tanto los departamentos militares y financieros, como la policía y la justicia penal.
En funciones oficiales, el orden de precedencia de los gobernadores de los eyalatos era: Egipto, Bagdad, Habesh, Buda y Anatolia, y el resto ordenados de acuerdo al orden cronológico de su conquista.

## Eyalatos del Imperio otomano
En el año 1609 se dispone de una fuente fiable de los antiguos eyalatos: una lista de Ayn Ali con los 32 eyalatos vigentes y su estatus oficial en ese momento.
| Inicio    | Fin           | Nombre de la provincia                        | Nombre en turco otomano y transliteración (turco moderno) | Notas |
| --------- | ------------- | --------------------------------------------- | --------------------------------------------------------- | --- |
| 1362      | 1826          | Eyalato de Rumelia                            | Rumeli                                                    | Con Anatolia, uno de los dos eyalatos originales |
| 1393      | 1827          | Eyalato de Anatolia                           | Anadolu                                                   | Con Rumelia, uno de los dos eyalatos originales |
| 1398      | 1864          | Eyalato de Rum                                | Sivas                                                     | |
| 1461      | 1864          | Eyalato de Trebisonda, Lazistán               | Trabzon                                                   | |
| 1468      | 1864          | Eyalato de Karamán                            | Karaman                                                   | |
| 1514      | 1864          | Eyalato de Erzurum                            | Erzurum                                                   | |
| 1516      | 1864          | Eyalato de Damasco                            | Şam                                                       | |
| 1517      | 1867          | Eyalato de Egipto                             | مصر Mıṣır (Mısır)                                         | |
| 1517      | 1830          | Eyalato de Argel                              | جزاير غرب Cezâyîr-i Ġarb (Cezayir Garp)                   | |
| 1517      | 1864          | Eyalato de Mosul                              | Musul                                                     | |
| 1517 1830 | 1635 1864     | Eyalato de Yemen                              | Yemen                                                     | |
| 1520      | 1864          | Eyalato de Bosnia                             | Bosna                                                     | |
| 1521      | 1864          | Eyalato de Dulkadir                           | Maraş, Dulkadır                                           | |
| 1524      | 1864          | Eyalato de Túnez                              | Tunus                                                     | |
| 1534      | 1864          | Eyalato de Alepo                              | حلب Ḥaleb (Halep)                                         | |
| 1535      | 1864          | Eyalato del Archipiélago                      | Cezayir-i Bahr-i Sefid                                    | Dominio del Kapudan Pasha (Lord Admiral); también llamado Denizi o Denizli, y más tarde valiato del Archipiélago                                                                                                |
| 1535      | 1861          | Eyalato de Bagdad                             | بغداد Baġdâd (Bağdat)                                     | |
| 1538      | 1864          | Eyalato de Basora                             | بصره Baṣra (Basra)                                        | |
| 1541      | 1686          | Eyalato de Buda                               | Budin                                                     | |
| 1541      | 1686          | Eyalato de Diyarbekir                         | دياربكر Diyârbekir (Diyarbakır)                           | |
| 1541      | 1686          | Eyalato de Shehrizor                          | Şehrizor                                                  | También Shahrizor, Sheherizul, o Kirkuk. En 1830, este eyalato fue incorporada al eyalato de Mosul como sanjacado de Kirkuk.                                                                                    |
| 1541      | 1686          | Eyalato de Silistra                           | Silistre                                                  | Más tarde a veces llamado Ochakiv (Özi); Primer beylerbeyi fue el kan de Crimea |
| 1548      | 1864          | Eyalato de Van                                | Van                                                       | |
| 1551      | 1663          | Eyalato de Lahsa                              | Lahsa                                                     | Rara vez gobernó directamente |
| 1551      | 1864          | Eyalato de Tripolitania (Trípoli en el Oeste) | Trablus-ı Garb (Trablusgarp                               | |
| 1552      | 1716          | Eyalato de Temeşvar                           | Tımışvar (Temeşvar)                                       | |
| 1554      | 1867          | Eyalato de Habesh                             | Habeş                                                     | Incluía áreas a ambos lados del mar Rojo. También llamado "Mecca y Medina" |
| 1567      | 1569          | Eyalato de Saná                               | San'a                                                     | División temporal de Yemen |
| 1567      | 1569          | Eyalato de Zabid                              | Zebit                                                     | División temporal de Yemen |
| 1568      | 1774          | Eyalato de Kefe (Theodosia)                   | Kefe                                                      | |
| 1570      | 1864          | Eyalato de Trípoli (Trípoli en el Este)       | Trablus-ı Şam (Trablusşam)                                | |
| 1574      | antes de 1609 | Lazistán                                      |                                                           | |
| 1578      | 1604          | Eyalato de Shirván                            | Şirvan                                                    | Supervisado por un serdar [jefe] en lugar de un beylerbeyi |
| 1578      | 1586          | Eyalato de Tiflis                             | Tiflis                                                    | Probablemente reemplazado por Gori después 1586 |
| 1578      | antes de 1609 | Eyalato de Abjasia                            | Abhazya                                                   | También llamado Sukhum [Sohumkale] o Georgia [Gürcistan] e incluía Mingrelia y Imeretia así como la moderna Abjasia – nominalmente anexionada pero nunca completamente conquistada                              |
| 1578      | antes de 1609 | Eyalato de Daguestán                          | Dağıstan                                                  | También llamado Demirkapı – asignado a un serdar [jefe] más que a beylerbeyi |
| 1578      | antes de 1609 | Eyalato de Kajetia                            | Kaheti                                                    | El rey kajetiano fue designado bey hereditario |
| 1578      | 1845          | Eyalato de Mesjetia                           | Çıldır                                                    | También llamado Samtsje, más tarde posiblemente coextensivo con el eyalato de Ajaltsije (Ahıska). La mayoría del eyalato pasó a Rusia en 1829. Las partes restantes del eyalato incorporadas a Erzurum en 1845. |
| 1579      | antes de 1609 | Eyalato de Poti                               | Faş                                                       | Puede haber sido otro nombre para Trebisonda |
| 1580      | 1604          | Eyalato de Kars                               | Kars                                                      | Fusionada con el eyalato de Mesjetia en 1604. Finalmente incorporada al Eyalato de Erzurum en 1845. |
| 1583      | 1583          | Eyalato de Shemakha                           | Şamahı                                                    | Puede haber sido otro nombre para Sherván |
| 1583      | 1604          | Eyalato de Ereván                             | Eriván                                                    | A veces también incluía Van |
| 1584      | antes de 1609 | Eyalato de Dmanisi                            | Tumanis                                                   | |
| 1584      | antes de 1609 | Eyalato de Lorri                              | Lori                                                      | |
| 1585      | 1603          | Eyalato de Tabriz                             | Tebriz                                                    | |
| 1588      | 1604          | Eyalato de Ganyá                              | Gence                                                     | |
| 1588      | antes de 1609 | Eyalato de Gori                               | Gori                                                      | Probablemente reemplazó a Tiflis después de 1586 |
| 1594      | 1598          | Eyalato de Győr                               | Yanık                                                     | |
| 1594      | 1864          | Eyalato de Raqa                               | Rakka                                                     | |
| 1595      | 1595          | Eyalato de Moldavia                           | Boğdan                                                    | El resto del tiempo Moldavia fue una provincia autónoma separada |
| 1595      | 1595          | Eyalato de Valaquia                           | Eflak                                                     | El resto del tiempo Valaquia fue una provincia autónoma separada |
| 1596      | 1600          | Eyalato de Szigetvár                          | Zigetvar                                                  | Más tarde transferido a Kanizsa |
| 1596      | 1661          | Eyalato de Eger                               | اكر Egir (Eğri)                                           | |
| 1600      | 1686          | Eyalato de Kanije                             | Kanije                                                    | |
| 1603      | antes de 1609 | Eyalato de Ajaltsije                          | Ahıska                                                    | Tanto separado de o coextensivo con Samtsje |
| 1603      | 1603          | Eyalato de Najicheván                         | Nahçivan                                                  | Posiblemente nunca separada de Ereván |
| 1608      | 1865          | Eyalato de Adana                              | آضنه Ażana (Adana)                                        | |
| 1571 1745 | 1660 -748     | Eyalato de Chipre                             | قبرص Ḳıbrıṣ (Kıbrıs)                                      | |
| 1620 1715 | 1687 1829     | Eyalato de Morea                              | Mora                                                      | Originalmente parte de la provincia Archipiélago Egeo |
| 1660      | 1841          | Eyalato de Sidón                              | Sayda                                                     | |
| 1661      | 1692          | Eyalato de Varat                              | Varad                                                     | |
| 1663      | 1685          | Eyalato de Uyvar                              | Uyvar                                                     | |
| 1669      | 1867          | Eyalato de Creta                              | Girid                                                     | |
| 1670      | 1788          | Eyalato de Ioánina                            | Ioannina                                                  | |
| 1672      | 1699          | Eyalato de Podolia                            | Podolya                                                   | Supervisado por varios serdars (mariscales) en lugar del beylerbeyes (gobernadores) |
| 1826      | 1864          | Eyalato de Adrianópolis                       | Edirne                                                    | Transformado en el Valiato de Edirne |
| 1826      | 1864          | Eyalato de Monastir                           | Monastir                                                  | |
| 1826      | 1864          | Eyalato de Salónica                           | Selanik                                                   | |
| 1826      | 1864          | Eyalato de Aidin                              | Aydın                                                     | |
| 1827      | 1864          | Eyalato de Ankara                             | Ankara                                                    | |
| 1827      | 1864          | Eyalato de Kastamonu                          | Kastamonu                                                 | |
| 1833      | 1851          | Eyalato de Herzegovina                        | Hersek                                                    | |
| 1841      | 1867          | Eyalato de Hüdavendigâr                       | Hüdavendigâr                                              | |
| 1845      | 1847          | Eyalato de Karasi                             | Karesi                                                    | |
| 1846      | 1864          | Eyalato de Niš                                | Niş                                                       | |
| 1846      | 1864          | Eyalato de Vidin                              | Vidin                                                     | |

Fuentes:
- Colin Imber. The Ottoman Empire, 1300-1650: The structure of Power. (Houndmills, Basingstoke, Hampshire, UK: Palgrave Macmillan, 2002.)
- Halil Inalcik. The Ottoman Empire: The Classical Age 1300–1600. Trans. Norman Itzkowitz and Colin Imber. (London: Weidenfeld & Nicolson, 1973.)
- Donald Edgar Pitcher. An Historical Geography of the Ottoman Empire (Leiden, Netherlands: E.J.Brill,1972.)